# کرشانگه
کرشانگه (به صربی: Kršanje) یک منطقهٔ مسکونی در صربستان است که در اوژیتسه واقع شده‌است. کرشانگه ۳۲٫۹۹ کیلومتر مربع مساحت و ۱۰۸ نفر جمعیت دارد و ۹۷۰ متر بالاتر از سطح دریا واقع شده‌است.